# Молчанов Ігор Миколайович
Молчанов Ігор Миколайович (нар. 3 вересня 1929 — 2019) — український кібернетик, доктор фізико-математичних наук (1971), професор (1972).

## Біографія
1973 року закінчив Миколаївський педагогічний інститут.
1971 — доктор фізико-математичних наук.
З 1964 по 2004 очолював відділ чисельного програмного забезпечення і вирішення завдань Інституту кібернетики АН УРСР

## Відзнаки
- Державна премія СРСР (1968) за розробку нових принципів побудови структур малих машин для інженерних розрахунків і математичного забезпечення до них, впроваджених в обчислювальних машинах серії «МИР»
- Державна премія України в галузі науки і техніки (1993) за цикл робіт «Математичні методи і програмні засоби для розпаралелювання та розв’язання задач на розподілених багатопроцесорних ЕОМ»